# Agrochola approximata
Agrochola approximata är en fjärilsart som beskrevs av George Francis Hampson 1905. Agrochola approximata ingår i släktet Agrochola och familjen nattflyn. Inga underarter finns listade i Catalogue of Life.